# Bats in the Attic
Bats in the Attic è un singolo dei musicisti britannici King Creosote e Jon Hopkins, pubblicato l'8 agosto 2011 come secondo estratto dall'album in studio Diamond Mine.

## Video musicale
Il videoclip, diretto da Elliot Dear, è stato pubblicato il 12 settembre 2011 attraverso il canale YouTube della Domino Records. La versione del brano presente nel video non è l'originale, bensì la "Unravelled", la stessa contenuta nell'EP Honest Words.

## Tracce
Download digitale
1. Bats in the Attic – 3:43

CD promozionale (Regno Unito)
1. Bats in the Attic (Radio Edit) – 3:43

## Formazione
Musicisti
- King Creosote – voce, chitarra acustica, campionatore
- Jon Hopkins – pianoforte, armonium, percussioni, elettronica, field recording, arrangiamento
- Lisa Lindley-Jones – cori
- Leo Abrahams – banjo
- Phil Wilkinson – batteria
- Emma Smith – violino

Produzione
- Jon Hopkins – produzione, registrazione
- Cherif Hashizume, Mark Sutherland – registrazione
- Guy Davie – mastering